# Tobias Werner
Tobias Werner (Gera, 19 luglio 1985) è un ex calciatore tedesco, di ruolo centrocampista.

## Palmarès

### Club

#### Competizioni nazionali
- Campionato tedesco di seconda divisione: 1

Stoccarda: 2016-2017